# Критерий Лиувилля — Мордухай-Болтовского
Критерий Лиувилля — Мордухай-Болтовского — критерий существования решения в обобщенных квадратурах линейного однородного обыкновенного дифференциального уравнения произвольного порядка.

## История
Частный случай критерия (для линейных однородных уравнений второго порядка) был доказан французским математиком Лиувиллем в 1839 году. Развивая метод Лиувилля, русский математик Мордухай-Болтовской в 1910 году доказал критерий для уравнений произвольного порядка:

## Формулировка
Дифференциальное уравнение n-го порядка
{\displaystyle y^{(n)}+p_{1}y^{(n-1)}+\cdots +p_{n}y=0}
с коэффициентами {\displaystyle p_{i}} из функционального дифференциального поля {\displaystyle K}, все элементы которого представимы в обобщенных квадратурах, решается в обобщенных квадратурах, тогда и только тогда, когда выполнены оба следующие условия: 
- Во-первых, оно имеет решение вида

{\displaystyle y_{1}(x)=\exp \int _{x_{0}}^{x}f(t)\,dt,}
где {\displaystyle f} — функция, лежащая в некотором алгебраическом расширении {\displaystyle K_{1}} поля {\displaystyle K}, 
- Во-вторых, дифференциальное уравнение (n−1)-го порядка на функцию {\displaystyle z=y'-{\frac {y_{1}'}{y_{1}}}y} с коэффициентами из поля {\displaystyle K_{1}}, полученное из исходного уравнения процедурой понижения порядка, решается в обобщенных квадратурах над полем {\displaystyle K_{1}}.